# Druga savezna liga Jugoslavije u nogometu 1951.
Druga savezna liga Jugoslavije u nogometu 1950. bilo je četvrto izdanje drugog ranga koje je nosilo naziv Druga savezna liga i igralo se jednokružno. Bilo je to peto izdanje druge lige u Jugoslaviji nakon Drugog svjetskog rata.
Nadalje, bilo je to drugom izdanje održano u kalendarskoj godini, a ne u jesensko-proljetnom razdoblju.

## Sustav natjecanja
Momčadi su međusobno igrale dvokružni ligaški sustav. Prvakom je postala momčad koja je sakupila najviše bodova (pobjeda = 2 boda, neodlučeni ishod = 1 bod, poraz = bez bodova).
Pravila koje su određivala poredak na ljestvici su bila: 1) broj osvojenih bodova 2) količnik postignutih i primljenih pogodaka.

## Formiranje lige
Na Godišnjoj skupštini Nogometnog saveza Jugoslavije odlučeno je da Prva liga ima 12, a Druga 16 klubova. Članstvo u drugoligaškoj konkurenciji direktno je steklo 10 klubova na osnovu plasmana iz prethodne sezone, a za ostalih šest mesta predviđene su kvalifikacije.
- Budućnost Titograd bio je bivši član Prve savezne lige
- Odred Ljubljana, Proleter Osijek, Kvarner Rijeka, Metalac Zagreb i Vardar Skoplje, bivši su članovi Druge savezne lige
- Radnički Beograd, Velež Mostar, Dinamo Pančevo i Zagreb, bivši su članovi Treće savezne lige

### Kvalifikacije za popunu lige
Kvalifikacije su održane početkom 1951. godine, a u njima su sudjelovale posljednje dvije ekipe iz Druge savezne lige 1950., 7 momčadi iz Treće savezne lige 1950. i pobjednici 6 republičkih liga.
Kvalificiralo se 6 ekipa (po jedna iz svake republike): Rudar Trbovlje (Slovenija), Tekstilac Varaždin (Hrvatska), Željezničar Sarajevo (BiH), Proleter Zrenjanin (Srbija), Bokelj Kotor (Crna Gora) i Rabotnički Skoplje (Makedonija).

## Sudionici
| Klub            | Grad      | Stadion                                                              | Sezona 1950. | Sezona 1950.       |
| Klub            | Grad      | Stadion                                                              | Poz.         | Rang               |
| --------------- | --------- | -------------------------------------------------------------------- | ------------ | ------------------ |
| FK Budućnost    | Titograd  | Stadion Budućnosti                                                   | 10.          | Prva savezna liga  |
| SD Odred        | Ljubljana | Odreda ob Tyrševi cesti                                              | 5.           | Druga savezna liga |
| SD Proleter     | Osijek    | Igralište kraj Drave                                                 | 6.           | Druga savezna liga |
| SD Kvarner      | Rijeka    | Omladinsko igralište Kantrida                                        | 7.           | Druga savezna liga |
| SD Metalac      | Zagreb    | Dinama “Maksimir” Igralište Zagreba                                  | 8.           | Druga savezna liga |
| FK Vardar       | Skoplje   | Stadion Vardara                                                      | 9.           | Druga savezna liga |
| RSD Željezničar | Sarajevo  | “Koševo” “Skenderija”                                                | 10.          | Druga savezna liga |
| FK Radnički     | Beograd   | Stadion Radničkog na Dorćolu Stadion Crvene zvezde Stadion Partizana | 1.           | Treća savezna liga |
| RŠD Velež       | Mostar    | Stadion Veleža                                                       | 2.           | Treća savezna liga |
| FK Dinamo       | Pančevo   | Stadion Dinama                                                       | 3.           | Treća savezna liga |
| NK Zagreb       | Zagreb    | Dinama “Maksimir” Igralište Zagreba                                  | 4.           | Treća savezna liga |
| FK Proleter     | Zrenjanin | Stadion Proletera                                                    | 7.           | Treća savezna liga |
| FK Rabotnički   | Skoplje   | Stadion Vardara                                                      | 9.           | Treća savezna liga |
| NK Rudar        | Trbovlje  | Stadion Rudara                                                       | 11.          | Treća savezna liga |
| RSD Tekstilac   | Varaždin  | Stadion Tekstilca                                                    | 1.           | Hrvatska liga      |
| FK Bokelj       | Kotor     | Stadion Bokelja                                                      | 1.           | Crnogorska liga    |

## Ljestvica
| mj.                                                                 | klub                 | ut. | pob. | ner. | por. | gol+ | gol- | kvoc  | bod |
| ------------------------------------------------------------------- | -------------------- | --- | ---- | ---- | ---- | ---- | ---- | ----- | --- |
| 1.                                                                  | Vardar Skoplje       | 30  | 19   | 4    | 7    | 64   | 24   | 2,667 | 42  |
| 2.                                                                  | Rabotnički Skoplje   | 30  | 17   | 7    | 6    | 70   | 36   | 1,944 | 41  |
| 3.                                                                  | Budućnost Titograd   | 30  | 18   | 4    | 8    | 58   | 30   | 1,933 | 40  |
| 4.                                                                  | Velež Mostar         | 30  | 15   | 7    | 8    | 60   | 38   | 1,579 | 37  |
| 5.                                                                  | Radnički Beograd     | 30  | 14   | 8    | 8    | 69   | 45   | 1,533 | 36  |
| 6.                                                                  | Metalac Zagreb       | 30  | 13   | 8    | 9    | 45   | 32   | 1,406 | 34  |
| 7.                                                                  | Proleter Osijek      | 30  | 15   | 4    | 11   | 60   | 53   | 1,132 | 34  |
| 8.                                                                  | Odred Ljubljana      | 30  | 15   | 3    | 12   | 62   | 38   | 1,632 | 33  |
| 9.                                                                  | Dinamo Pančevo       | 30  | 14   | 4    | 12   | 60   | 57   | 1,053 | 32  |
| 10.                                                                 | Kvarner Rijeka       | 30  | 13   | 4    | 13   | 68   | 57   | 1,193 | 30  |
| 11.                                                                 | Željezničar Sarajevo | 30  | 11   | 7    | 12   | 43   | 47   | 0,915 | 29  |
| 12.                                                                 | Proleter Zrenjanin   | 30  | 10   | 6    | 14   | 42   | 50   | 0,840 | 26  |
| 13.                                                                 | Zagreb               | 30  | 10   | 6    | 14   | 35   | 45   | 0,778 | 26  |
| 14.                                                                 | Rudar Trbovlje       | 30  | 6    | 3    | 21   | 35   | 92   | 0,380 | 15  |
| 15.                                                                 | Tekstilac Varaždin   | 30  | 4    | 5    | 21   | 38   | 74   | 0,514 | 13  |
| 16.                                                                 | Bokelj Kotor         | 30  | 3    | 6    | 21   | 26   | 117  | 0,222 | 12  |
| Pretkraj sezone 1951. klub Borac iz Zagreba pripojen je NK Zagrebu. |                      |     |      |      |      |      |      |       |     |
| Izvori:                                                             |                      |     |      |      |      |      |      |       |     |

- Viši rang:
  - Vardar (Skoplje) i Rabotnički (Skoplje) plasirali su se u Prvu saveznu ligu 1952. Zagreb je napredovao zahvaljujući fuziji s Borcem (9. u Prvoj saveznoj ligi 1951.).
- Ispali:
  - liga je ukinuta
- Novi članovi:
  - nitko
- Napomene:
  - Tijekom prvenstva govorilo se da će tri najslabije plasirana kluba izgubiti status, na kraju je ipak odlučeno da šest posljednjih klubova igraju kvalifikacije s republičkim prvacima. Ni tu nije bio kraj – za šest pobjednika predviđene su dvije mini lige s po tri kluba. U jednoj su bili predstavnici Srbije, Bosne i Hercegovine i Makedonije, a u drugoj Hrvatske, Slovenije i Crne Gore.

## Rezultati

### Semafor
| 1951. | 1951.       | VAR | RAB | BUD | VEL | RAD | MET | P/O | ODR | DIN | KVA | ŽELJ | P/Z | ZAG | RUD | TEK | BOK |
| 1.    | Vardar      |     | 1:1 | 3:1 | 3:2 | 3:0 | 2:0 | 4:0 | 1:0 | 2:0 | 3:1 | 2:0  | 4:0 | 3:2 | 4:0 | 1:0 | 8:0 |
| 2.    | Rabotnički  | 2:1 |     | 3:2 | 2:1 | 1:1 | 2:0 | 3:0 | 0:0 | 2:0 | 4:0 | 3:1  | 0:0 | 2:1 | 4:0 | 8:2 | 7:1 |
| 3.    | Budućnost   | 0:0 | 4:3 |     | 0:0 | 3:2 | 1:0 | 0:1 | 3:2 | 1:0 | 5:0 | 0:0  | 5:0 | 2:0 | 5:1 | 1:0 | 3:0 |
| 4.    | Velež       | 1:0 | 1:1 | 2:1 |     | 2:1 | 0:0 | 3:1 | 4:1 | 2:0 | 2:5 | 1:2  | 2:0 | 2:1 | 7:0 | 2:1 | 6:0 |
| 5.    | Radnički    | 3:2 | 2:2 | 1:1 | 3:0 |     | 0:0 | 3:3 | 2:3 | 2:0 | 2:1 | 3:1  | 0:2 | 3:1 | 5:1 | 7:2 | 6:0 |
| 6.    | Metalac     | 3:1 | 1:2 | 2:0 | 1:1 | 0:1 |     | 2:2 | 3:1 | 4:3 | 3:1 | 0:0  | 5:0 | 0:0 | 1:0 | 3:0 | 2:1 |
| 7.    | Proleter O  | 1:2 | 3:1 | 0:3 | 3:0 | 4:1 | 1:3 |     | 2:0 | 2:2 | 2:3 | 4:1  | 3:1 | 3:1 | 6:0 | 2:1 | 4:0 |
| 8.    | Odred       | 0:0 | 5:2 | 0:3 | 1:0 | 2:3 | 0:1 | 0:2 |     | 3:1 | 1:0 | 7:1  | 4:1 | 4:0 | 5:0 | 6:1 | 8:1 |
| 9.    | Dinamo      | 2:0 | 2:1 | 1:2 | 1:1 | 2:1 | 2:1 | 2:1 | 0:3 |     | 5:1 | 2:2  | 1:1 | 2:0 | 3:0 | 3:1 | 9:1 |
| 10.   | Kvarner     | 0:0 | 2:1 | 2:0 | 1:3 | 3:2 | 4:1 | 6:0 | 0:1 | 9:2 |     | 2:2  | 0:0 | 2:1 | 7:4 | 4:0 | 5:0 |
| 11.   | Željezničar | 0:1 | 0:3 | 3:1 | 1:3 | 1:1 | 1:0 | 4:1 | 2:0 | 5:2 | 1:0 |      | 2:0 | 0:1 | 3:1 | 1:1 | 4:0 |
| 12.   | Proleter Z  | 1:0 | 0:1 | 0:2 | 0:2 | 2:2 | 3:0 | 0:1 | 3:1 | 0:2 | 1:3 | 2:0  |     | 4:0 | 4:1 | 2:0 | 8:0 |
| 13.   | Zagreb      | 2:1 | 1:0 | 1:2 | 2:5 | 1:1 | 1:1 | 3:0 | 0:0 | 0:2 | 4:1 | 2:1  | 4:0 |     | 1:0 | 1:0 | 1:1 |
| 14.   | Rudar       | 1:3 | 1:4 | 2:1 | 2:2 | 1:3 | 0:3 | 1:4 | 1:0 | 4:2 | 4:3 | 1:1  | 1:1 | 0:1 |     | 2:1 | 3:1 |
| 15.   | Tekstilac   | 0:1 | 1:3 | 1:3 | 1:1 | 1:4 | 1:4 | 2:3 | 0:1 | 2:3 | 2:1 | 3:1  | 2:2 | 1:1 | 5:2 |     | 5:0 |
| 16.   | Bokelj      | 1:8 | 2:2 | 0:3 | 3:2 | 0:4 | 1:1 | 1:1 | 1:3 | 3:4 | 1:1 | 0:2  | 2:4 | 2:1 | 2:1 | 1:1 |     |

### Kalendar
| 1. kolo (odgođeno s 4. 3. 1951.) 2. 5. 1951. Bokelj – Rabotnički 2:2 6. 5. 1951. Odred – Tekstilac 6:1 Vardar – Metalac 2:0 Velež – Proleter O 3:1 Budućnost – Željezničar 0:0 Rudar – Kvarner 4:3 Radnički – Zagreb 3:1 Dinamo – Proleter Z 1:1 | 2. kolo 10. 3. 1951. Zagreb – Dinamo 0:2 11. 3. 1951. Tekstilac – Proleter Z 2:2 Rabotnički – Radnički 1:1 Kvarner – Bokelj 5:0 Velež – Metalac 0:0 Odred – Vardar 0:0 12. 3. 1951. Željezničar – Rudar 3:1 25. 3. 1951. Proleter O – Budućnost 0:3 |

| 3. kolo 17. 3. 1951. Radnički – Kvarner 2:1 18. 3. 1951. Vardar – Tekstilac 1:0 Rudar – Proleter O 1:4 Budućnost – Metalac 1:0 Bokelj – Željezničar 0:2 Dinamo – Rabotnički 2:1 Proleter Z – Zagreb 4:0 25. 3. 1951. Velež – Odred 4:1 | 4. kolo 31. 3. 1951. Vardar – Velež 3:2 1. 4. 1951. Tekstilac – Zagreb 1:1 Rabotnički – Proleter Z 0:0 Kvarner – Dinamo 9:2 Željezničar – Radnički 1:1 Proleter O – Bokelj 4:0 Metalac – Rudar 1:0 Odred – Budućnost 2:2, 0:3 par forfe: utakmica je poništena zbog pritiska Odreda na suca i FSJ je upisala par forfe pobjedu Budućnosti |

| 5. kolo 8. 4. 1951. Velež – Tekstilac 2-1 Budućnost – Vardar 0:0 Rudar – Odred 1:0 Bokelj – Metalac 1:1 Radnički – Proleter O 3:3 Dinamo – Željezničar 2:2 Proleter Z – Kvarner 1:3 Zagreb – Rabotnički 1:0 | 6. kolo 15. 4. 1951. Tekstilac – Rabotnički 1:3 Kvarner – Zagreb 2:1 Željezničar – Proleter Z 2:0 Proleter O – Dinamo 2:2 Odred – Bokelj 8:1 Vardar – Rudar 4:0 Velež – Budućnost 2:1 Metalac – Radnički 1:0 (Utakmicu je poništio FSJ nakon žalbe Radničkog zbog nastupa Zvonimira Pilka, koji nije bio uredno registriran za Metalac. Budući da je utakmica poništena, odigrana je nova) 1. 7. 1951. Metalac – Radnički 0:1 (Nova utakmica) |

| 7. kolo 21. 4. 1951. Radnički – Odred 2:3 22. 4. 1951. Budućnost – Tekstilac 1:0 Rudar – Velež 2:2 Bokelj – Vardar 1:8 Dinamo – Metalac 2:1 Proleter Z – Proleter O 0:1 Zagreb – Željezničar 2:1 Rabotnički – Kvarner 4:0 | 8. kolo 29. 4. 1951. Tekstilac – Kvarner 2:1 Željezničar – Rabotnički 0:3 Proleter O – Zagreb 3:1 Metalac – Proleter Z 5:0 Odred – Dinamo 3:1 Vardar – Radnički 3:0 Velež – Bokelj 6:0 Budućnost – Rudar 5:1 |

| 9. kolo 13. 5. 1951. Rudar – Tekstilac 2:1 Bokelj – Budućnost 0:3 Radnički – Velež 3:0 Dinamo – Vardar 2:0 Proleter Z – Odred 3:1 Zagreb – Metalac 1:1 Rabotnički – Proleter O 3:0 Kvarner – Željezničar 2:2 | 10. kolo 20. 5. 1951. Metalac – Rabotnički 1:2 Odred – Zagreb 4:0 Vardar – Proleter Z 4:0 Velež – Dinamo 2:0 Rudar – Bokelj 3:1 Tekstilac – Željezničar 3:1 Proleter O – Kvarner 2:3 18. 6. 1951. Budućnost – Radnički 3:2 (Ova utakmica je odigrana naknadno kako bi se smanjili putni troškovi ekipe Radničkog) |

| 11. kolo 24. 4. 1951. Bokelj – Tekstilac 1:1 Radnički – Rudar 5:1 Proleter Z – Velež 0:2 Dinamo – Budućnost 1:2 Zagreb – Vardar 2:1 Rabotnički – Odred 0:0 Kvarner – Metalac 4:1 Željezničar – Proleter O 4:1 | 12. kolo 3. 6. 1951. Tekstilac – Proleter O 2:3 Metalac – Željezničar 0:0 Odred – Kvarner 1:0 Velež – Zagreb 2:1 Budućnost – Proleter Z 5:0 Rudar – Dinamo 4:2 Bokelj – Radnički 0:4 Vardar – Rabotnički 1:2 (Poništeno. Budući da je utakmica poništena jer je pobjednički pogodak postignut iz ofsajda, određena je nova) 10. 7. 1951. Vardar – Rabotnički 1:1 |

| 13. kolo 10. 6. 1951. Radnički – Tekstilac 7:2 Dinamo – Bokelj 9:1 Proleter Z – Rudar 4:1 Zagreb – Budućnost 1:2 Rabotnički – Velež 2:1 Kvarner – Vardar 0:0 Željezničar – Odred 2:0 Proleter O – Metalac 1:3 | 14. kolo 17. 6. 1951. Tekstilac – Metalac 1:4 Odred – Proleter O 0:2 Vardar – Željezničar 2:0 Velež – Kvarner 2:5 Budućnost – Rabotnički 4:3 Rudar – Zagreb 0:1 Bokelj – Proleter Z 2:4 Radnički – Dinamo 2:0 |

| 15. kolo 13. 6. 1951. Kvarner – Budućnost 2:0 24. 6. 1951. Dinamo – Tekstilac 3:1 Proleter Z – Radnički 2:2 Zagreb – Bokelj 1:1 Rabotnički – Rudar 4:0 Željezničar – Velež 1:3 Proleter O – Vardar 1:2 Metalac – Odred 3:1 | 16. kolo 29. 7. 1951. Tekstilac – Odred 0:1 Proleter O – Velež 3:0 Željezničar – Budućnost 3:1 Zagreb – Radnički 1:1 Kvarner – Rudar 7:4 Proleter Z – Dinamo 0:2 15. 8. 1951. Metalac – Vardar 3:1 7. 9. 1951. Rabotnički – Bokelj 7:1 |

| 17. kolo 4. 8. 1951. Metalac – Velež 1:1 5. 8. 1951. Proleter Z – Tekstilac 2:0 Radnički – Rabotnički 2:2 Bokelj – Kvarner 1:1 Rudar – Željezničar 1:1 Budućnost – Proleter O 0:1 Vardar – Odred 1:0 Dinamo – Zagreb 2:0 (Utakmica je prekinuta zbog lošeg vremena – jaka kiša – u 51. minuti pri rezultatu 0:0. Nastavak je igran 28. kolovoza 1951) | 18. kolo 11. 8. 1951. Metalac – Budućnost 2:0 12. 8. 1951. Tekstilac – Vardar 0:1 Odred – Velež 1:0 Proleter O – Rudar 6:0 Željezničar – Bokelj 4:0 Kvarner – Radnički 3:2 Rabotnički – Dinamo 2:0 Zagreb – Proleter Z 4:0 |

| 19. kolo 7. 8. 1951. Bokelj – Proleter O 1:1 18. 8. 1951. Zagreb – Tekstilac 1:0 19. 8. 1951. Proleter Z – Rabotnički 0:1 Dinamo – Kvarner 5:1 Radnički – Željezničar 3:1 Rudar – Metalac 0:3 Budućnost – Odred 3:2 Velež – Vardar 1:0 | 20. kolo 25. 8. 1951. Proleter O – Radnički 4:1 Rabotnički – Zagreb 2:1 26. 8. 1951. Tekstilac – Velež 1:1 Vardar – Budućnost 3:1 Odred – Rudar 5:0 Metalac – Bokelj 2:1 Kvarner – Proleter Z 0:0 Željezničar – Dinamo 2:1 (Utakmica je poništena zbog igre igrača Eustahija koji nije bio uredno prijavljen) 24. 10. 1951. Željezničar – Dinamo 5:2 |

| 21. kolo 7. 8. 1951. Bokelj – Odred 1:3 2. 9. 1951. Radnički – Metalac 0:0 Rabotnički – Tekstilac 8:2 Zagreb – Kvarner 4:1 Proleter Z – Željezničar 2:0 Dinamo – Proleter O 2:1 Rudar – Vardar 1:3 Budućnost – Velež 0:0 | 22. kolo 9. 9. 1951. Tekstilac – Budućnost 1:3 Velež – Rudar 7:0 Vardar – Bokelj 8:0 Odred – Radnički 2:3 Metalac – Dinamo 4:3 Proleter O – Proleter Z 3:1 Željezničar – Zagreb 0:1 Kvarner – Rabotnički 2:1 |

| 23. kolo 15. 9. 1951. Radnički – Vardar 3:2 16. 9. 1951. Kvarner – Tekstilac 4:0 Rabotnički – Željezničar 3:1 Zagreb – Proleter O 3:0 Proleter Z – Metalac 3:0 Dinamo – Odred 0:3 Bokelj – Velež 3:2 Rudar – Budućnost 2:1 | 24. kolo 23. 9. 1951. Tekstilac – Rudar 5:2 Budućnost – Bokelj 3:0 Velež – Radnički 2:1 Vardar – Dinamo 2:0 Odred – Proleter Z 4:1 Metalac – Zagreb 0:0 Proleter O – Rabotnički 3:1 Željezničar – Kvarner 1:0 |

| 25. kolo 29. 9. 1951. Željezničar – Tekstilac 1:1 30. 9. 1951. Kvarner – Proleter O 6:0 Rabotnički – Metalac 2:0 Zagreb – Odred 0:0 Proleter Z – Vardar 1:0 Dinamo – Velež 1:1 Bokelj – Rudar 2:1 17. 10. 1951. Radnički - Budućnost 1-1 | 26. kolo 29. 9. 1951. Tekstilac – Bokelj 5:0 7. 10. 1951. Rudar – Radnički 1:3 Budućnost – Dinamo 1:0 Velež – Proleter Z 2:0 Vardar – Zagreb 3:2 Odred – Rabotnički 5:2 Metalac – Kvarner 3:1 Proleter O – Željezničar 4:1 |

| 27. kolo 14. 10. 1951. Proleter O – Tekstilac 2:1 Željezničar – Metalac 1:0 Kvarner – Odred 0:1 Rabotnički – Vardar 2:1 Zagreb – Velež 2:5 Proleter Z – Budućnost 0:2 Dinamo – Rudar 3:0 Radnički – Bokelj 6:0 | 28. kolo 21. 10. 1951. Tekstilac – Radnički 1:4 Bokelj – Dinamo 3:4 Rudar – Proleter Z 1:1 Budućnost – Zagreb 2:0 Velež – Rabotnički 1:1 Vardar – Kvarner 3:1 Odred – Željezničar 7:1 Metalac – Proleter O 2:2 |

| 29. kolo 27. 10. 1951. Zagreb – Rudar 1:0 28. 10. 1951. Metalac – Tekstilac 3:0 Proleter O – Odred 2:0 Željezničar – Vardar 0:1 Kvarner – Velež 1:3 Rabotnički – Budućnost 3:2 Proleter Z – Bokelj 8:0 Dinamo – Radnički 2:1 | 30. kolo 8. 8. 1951. Budućnost – Kvarner 5:0 23. 10. 1951. Bokelj – Zagreb 2:1 4. 11. 1951. Tekstilac – Dinamo 2:3 Radnički – Proleter Z 0:2 Rudar – Rabotnički 1:4 Velež – Željezničar 1:2 Vardar – Proleter O 4:0 Odred – Metalac 0:1 |

## Statistika

### Ljestvica strijelaca
| Pl.     | Ime                | Klub            | Pogodaka |
| ------- | ------------------ | --------------- | -------- |
| 1.      | Hristo Hristovski  | Rabotnički (S)  | 20       |
| 2.      | Georgi Cincievski  | Vardar (S)      | 19       |
| 2.      | Vladimir Zelenika  | Velež (M)       | 19       |
| 4.      | Stojan Osojnak     | Kvarner (R)     | 18       |
| 4.      | Leopold Opresnik   | Rudar (T)       | 18       |
| 6.      | Boško Petrov       | Proleter (Z)    | 17       |
| 6.      | Božidar Vučinovski | Rabotnički (S)  | 17       |
| 8.      | Jože Kumar         | Odred (Lj)      | 16       |
| 9.      | Dragan Georgievski | Vardar (S)      | 15       |
| 9.      | Nerćes Novo        | Željezničar (S) | 15       |
|         |                    |                 |          |
| Izvori: |                    |                 |          |

## Baraž
Posljednjih 6 momčadi Druge savezne lige igralo je u kvalifikacijama protiv pobjednika 6 republičkih liga za 2 mjesta za Drugu saveznu ligu 1952.
Naknadno je Nogometni savez Jugoslavije odlučio ukinuti Drugu jedinstvenu ligu i vratiti republičke lige kao 2. rang. Kao rezultat toga te su kvalifikacije postale potpuno beskorisne.

## Poveznice
- Prva savezna liga 1951.
- 3. ligaški rang 1951.
- Kup maršala Tita 1951.

## Vanjske poveznice
- YUGOSLAVIA-SECOND-LEAGUE-1951
- HRnogomet
- Ligaški vremeplov
- SISTEM TAKMIČENJA U JUGOSLAVIJI 1945.-1955.
- exYUfudbal